# Stig Hamne

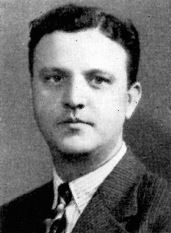
Stig Hamne.

Stig Walfrid Hamne, född 17 juli 1903 i Ljusdals församling, Gävleborgs län, död 10 september 1961 i Enköping, var en svensk läkare. Han var son till Walfrid Hamne och bror till Bertil Hamne.
Efter studentexamen i Hudiksvall 1923 blev Hamne medicine kandidat vid Uppsala universitet 1928 och medicine licentiat där 1933. Han var e.o. amanuens vid anatomiska institutionen i Uppsala 1926, amanuens där 1927–1928, tillförordnad professor i histologi i Uppsala två månader 1929, extra läkare vid Hjo badanstalt 1931, assistentläkare vid Akademiska sjukhusets kirurgiska avdelning 1933–1934, tillförordnad andre underläkare vid Örnsköldsviks lasaretts kirurgiska avdelning 1934, tillförordnad resp. ordinarie andre underläkare vid Umeå lasaretts kirurgiska avdelning 1934–1937, blev andre underläkare vid Söderhamns lasarett 1937, förste dito 1938, underläkare vid Moheds sanatorium 1940, tillförordnad underläkare vid Stockholms epidemisjukhus 1942, underläkare vid Sachsska barnsjukhuset 1943, stadsläkare i Tidaholm 1944, i Söderhamn 1948, förste stadsläkare i Söderhamn 1955 och provinsialläkare i Enköping 1959. Han var i Söderhamn vice ordförande i hälsovårdsnämnden och ledamot av barnavårdsnämnden från 1948. Stig Hamne är begravd på Uppsala gamla kyrkogård.